# Giulio Branca
Giulio Branca (Cannobio, 13 dicembre 1850 – Milano, 28 febbraio 1926) è stato uno scultore italiano.

## Biografia
Allievo appena undicenne dello scultore cannobiese Giulio Bergonzoli venne da questo portato a Milano dove frequentò l'Accademia di belle arti di Brera.
I primi successi giunsero alla Fiera mondiale di Vienna del 1873 dove espose il Monello di campagna e nel 1878 all'Esposizioni universali di Parigi dove espose il Luigi XVII.

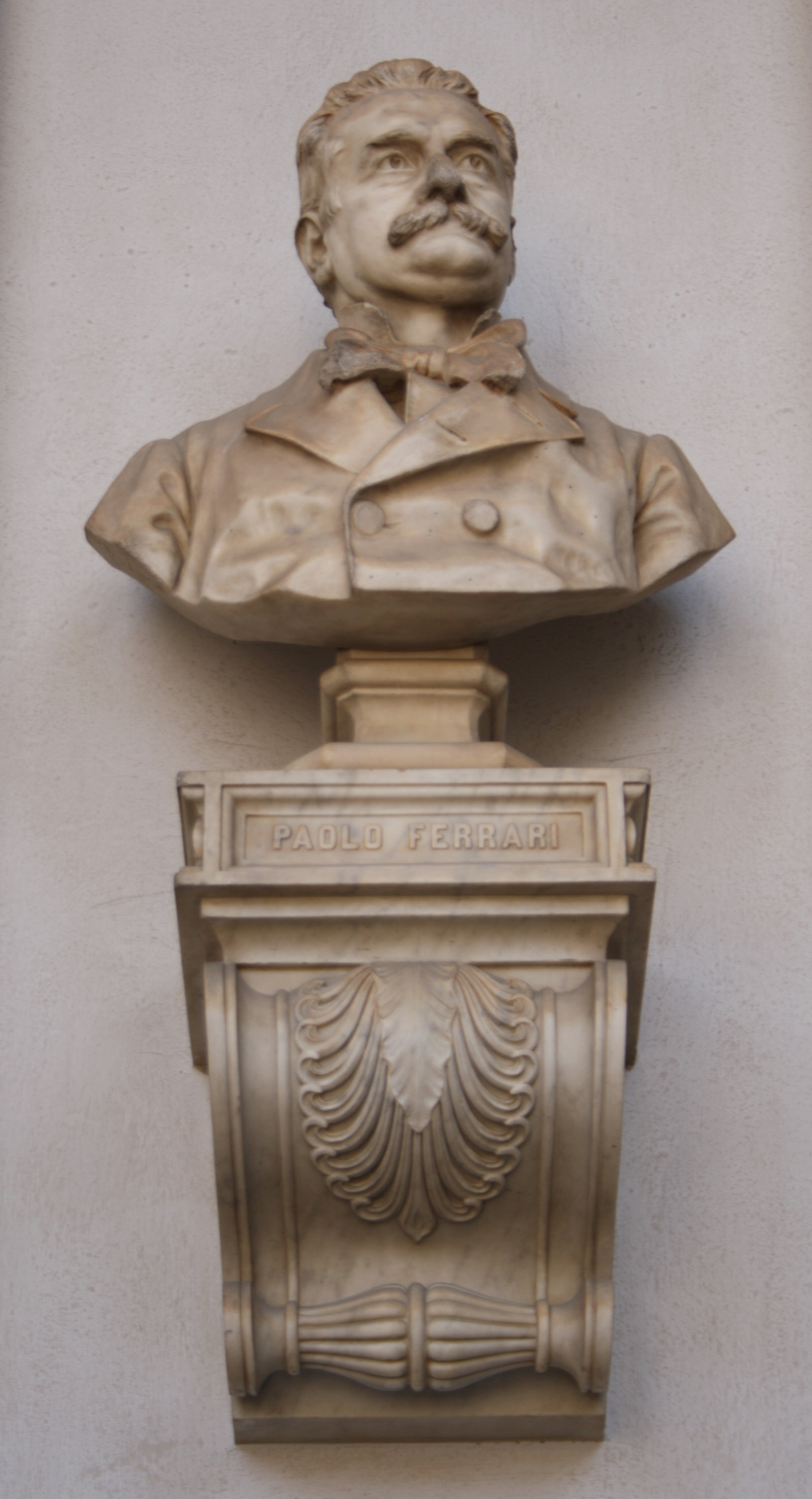
Busto ritratto del commediografo Paolo Ferrari, opera di Giulio Branca

In patria riscosse apprezzamento da parte di altri scultori, in particolare Vincenzo Vela e Giulio Monteverde, l'opera Rosamunda al banchetto di Alboino, che venne premiata nel 1883 all'Esposizione internazionale di Amsterdam e ora esposta e conservata a Verbania presso il Museo del paesaggio.
Diverse le opere realizzate che si trovano a Cannobio, tra di esse il "Leone" monumento dedicato alla difesa di Cannobio dall'attacco degli austriaci nel 1859 ed esposto sul lungolago.
Le opere di Branca sono oltre 400 tra monumenti funerari, commemorativi e busti ritratto. Tra questi ha realizzato nel 1881 la scultura Apoteosi dell'anima sul monumento funebre a Giovanni Norsa al riparto Israeliti del Cimitero Monumentale di Milano.